# Gelis sibiricus
Gelis sibiricus là một loài tò vò trong họ Ichneumonidae.